# جورج تومسون (سياسي)
جورج تومسون (بالإنجليزية: George Thompson)‏ هو سياسي أسترالي، ولد في 27 مايو 1945. حزبياً، نشط في حزب العمال الأسترالي. وقد انتخب عضو الجمعية التشريعية نيو ساوث ويلز عن دائرة Electoral district of Rockdale ‏ (25 مايو 1991 – 28 فبراير 2003).